# Ричмонд-Колизеум

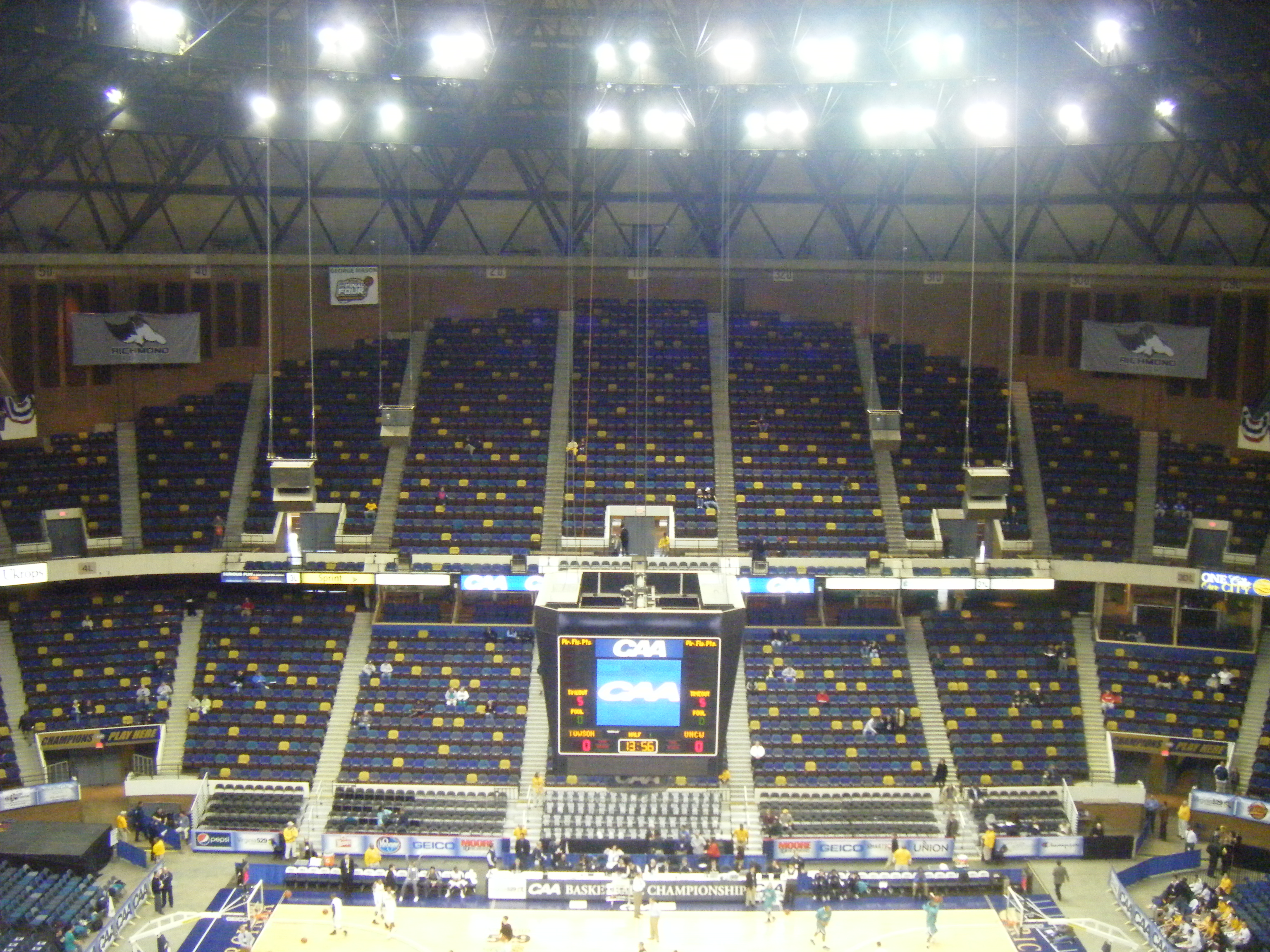
Интерьер

Ричмонд-Колизеум (англ. Richmond Coliseum, в дословном переводе «Колизей Ричмонда») — спортивный комплекс в Ричмонд, штат Виргиния, США. Место проведения спортивных различных спортивных мероприятий и концертов.
Комплекс спроектирован Пьер Луиджи Нерви, открыт в 1971 году и вмещает 13 500 зрителей. В 1997 году в комплексе произошёл пожар, но его последствия устранены.
Комплекс являлся (с 1967 по 1976 года) домашней площадкой для клуба Американской Баскетбольной Ассоциации Виргиния Сквайрес.
До 2006 года был самой большой спортивной ареной штата Виргиния.